# Вратислав из Митровиц
Вратислав из Митровиц (чеш. Vratislavové z Mitrovic, нем. Wratislaw von Mitrowitz) — известный с XIV века чешский дворянский род, считавший своим предком Вратислава II.
Наиболее известный представитель — граф Евгений Вратислав фон Митровиц-Неттолицкий (1786—1867), австрийский фельдмаршал.

## История

### 15 век
Вратислав Митровицкий утверждал, что является потомком Вратислава II, первого короля Богемии, правившего в 11 веке. Доказательств этому утверждению нет, и поэтому историки считают это примером этиологического мифа. Первым задокументированным членом семьи является Вратислав, который купил поместье Митровице в 1448 году и таким образом установил фамилию. Он встал на сторону Ольдржиха Градецкого в его споре с королем Йиржи из Подебрад, последовавшем за тюремным заключением отца Ольдржиха. Несмотря на это, позже он стал бургграфом Пражского Града. Его сын Джон позже занимал придворную должность мастера охоты.

### 16 и первая половина 17 века
Следующим заметным членом семьи был Вацлав, который в молодости сопровождал дипломатическую миссию императора Рудольфа II. из Габсбурга в Стамбул в 1591 году. В ответ на усиление военных действий вдоль габсбургско–османской границы и дипломатические последствия все участники дипломатической миссии были заключены в тюрьму, а позже – когда началась тринадцатилетняя война в Венгрии – отправлены в рабство на галеры. После того, как он был освобожден, Вацлав написал свою знаменитую работу "Приключения барона Вацлава Вратислава из Митровицы: что он видел в турецкой метрополии, Константинополе, пережил в плену и после Счастливого возвращения в Свою Страну". Книга была впервые напечатана в 1777 году и вскоре после этого переведена на немецкий, английский и русский языки. Она стала самым читаемым произведением чешской литературы эпохи возрождения. Вацлав и его родственник Вильгельм Вратислав из Митровицы – член ордена рыцарей-госпитальеров – также сражались на стороне Габсбургов во время войны с османами. Во время Восстания чешских сословий, начавшегося в 1618 году, большая часть семьи осталась верна императору Священной Римской империи. Благодаря этому они избежали участи многих других чешских дворянских семей, которые потеряли свои владения после битвы на Белой горе. Ватиславы из Миротвориц оставались связанными с орденом рыцарей-госпитальеров, братья Адам и Франциск даже стали последовательными гранд-приорами богемской ветви ордена. Денис Франциск сражался за испанского короля и – после его возвращения – служил управляющим Пльзеньского уезда.

### Вторая половина 17-го и 18-го века
Другой известный член – Джон Вацлав – был имперским дипломатом, работавшим в основном в Англии. Он был назначен канцлером Королевства Богемии в 1705 году и служил до своей смерти. Джон Адам выбрал церковную карьеру. Сначала он был епископом Градец-Кралове, затем епископом Литомержице. Его младший брат Иоанн Иосиф позже также был назначен епископом Градец-Кралове. Он построил совершенно новый замок в стиле барокко, который назвал Новым Митровицем. Семья также владела дворцом Вратиславов в Малой Стране в Праге и множеством других замков и поместий. Именно в это время – в начале XVIII века – Ватиславы Митровицкие достигли пика своего богатства и могущества.

### 19, 20 века и настоящее время
В 19 веке род стал сторонниками чешского национального возрождения. Граф Иосиф Вратислав Митровицкий, верховный маршал Королевства Богемии в то время, был важным покровителем Национального музея. Евгений II был председателем Национального театрального общества и членом парламента Королевства Богемии.
Вильгельм Фердинанд Вратислав – потомок чешского эмигранта в Англию – вернулся в Богемию, чтобы доказать свое происхождение от знатного рода Вратиславов Митровицких, но не смог найти убедительных доказательств. Тем не менее, он и его сын Альберт Вратислав были чешскими патриотами, и последний продолжал переводить и популяризировать многие чешские литературные произведения в англоязычном мире.
В начале 20-го века осталось только две ветви семьи. Один жил в замке Дирна и замке Мыслковице, другой-в замке Колодее-над-Лужницами. В 1938 году Вратислав Митровицкий подписал Декларацию чешского дворянства и тем самым подтвердил свою преданность чехословацкому правительству. В результате они подверглись судебному преследованию во время Второй мировой войны. В 1948 году, после прихода к власти Коммунистической партии Чехословакии, они потеряли все свое имущество. Часть семьи бежала от преследований в Новую Зеландию. 31-летний граф Максимилиан Иосиф решил остаться. Он работал лесорубом и трактористом. После Бархатной революции графу – в возрасте 72 лет – был возвращен замок Дирна, и Ратиславы Митровицы живут там по сей день.

## Известные члены семьи
- Вацлав Вратислав Митровицкий (1576—1635), дипломат, автор приключений барона Вацлава Вратислава Митровицкого — популярного рассказа о его опыте во время дипломатического визита и последующего плена в Османской империи
- Иоанн Вацлав Вратислав Митровицкий (1670—1712), дипломат, канцлер королевства Богемии
- Иоанн Адам Вратислав Митровицкий (1677—1730), епископ Градец-Кралове, впоследствии епископ Литомержицкий
- Иоанн Иосиф Вратислав Митровицкий (1694—1753), епископ Градец-Кралове
- Франц Карл Вратислав фон Митровиц (1679—1750) — австрийский посол в России (1728—1733), андреевский и александровский кавалер
- Иосиф Вратислав Митровицкий (1764—1830), верховный маршал королевства Богемии
- Евгений Иванович Вратислав фон Митровиц-Неттолицкий (1786—1867), фельдмаршал австрийской армии
- Евгений II. Вратислав Митровицкий (1842—1895), член парламента Королевства Богемии